# Anochetus traegaordhi
Anochetus traegaordhi es una especie de hormiga carnívora del género Anochetus, categorizada en la tribu Ponerini, de la subfamilia Ponerinae. Fue descrita por Mayr en 1904.

## Distribución
Se distribuye por África: Camerún, Congo, Egipto, Eritrea, Etiopía, Ghana, Guinea, Costa de Marfil, Kenia, Mozambique, Sudáfrica, Sudán, Tanzania y Zimbabue y Asia: Arabia Saudita y Yemen.

## Hábitat
Habita en matorrales ribereños, en bosques y selvas tropicales, en nidos y debajo de piedras. Se ha encontrado a elevaciones de 40 hasta 1900 m s. n. m.